# إلياس جورج كونكلين
إلياس جورج كونكلين هو سياسي كندي، ولد في 16 أغسطس 1845، وتوفي في 20 أبريل 1901 في وينيبيغ في كندا.